# Ayesha Dharker
Ayesha Dharker (Mumbai, 16 marzo 1977) è un'attrice indiana naturalizzata britannica.

## Biografia
Figlia della poetessa Imtiaz Dharker e del giornalista Anil Dharker, Ayesha Dharker è nota soprattutto per aver interpretato la regina Jamillia nel film di George Lucas Star Wars: Episodio II - L'attacco dei cloni. È attiva anche in campo televisivo e teatrale, avendo recitato in classici shakespeariani come Otello e Sogno di una notte di mezza estate con la Royal Shakespeare Company e nel musical di Andrew Lloyd Webber Bombay Dreams nel West End londinese e a Broadway.
È sposata con Robert Taylor dal 2010.

## Filmografia parziale

### Cinema
- La città della gioia (City of Joy), regia di Roland Joffé (1992)
- Star Wars: Episodio II - L'attacco dei cloni (Star Wars: Episode II - Attack of the Clones), regia di George Lucas (2002)
- La maga delle spezie (The Mistress of Spices), regia di Paul Mayeda Berges (2006)
- Colour Me Kubrick: A True...ish Story, regia di Brian W. Cook (2006)

### Televisione
- Doctors - serie TV, 2 episodi (2001-2003)
- Waking the Dead - serie TV, 2 episodi (2005)
- Doctor Who - serie TV, 1 episodio (2008)
- Coronation Street - serie TV, 54 episodi (2008-2009)
- Waterloo Road - serie TV, 1 episodio (2015)
- Holby City - serie TV, 24 episodi (2017)